# SN 1998an
SN 1998an – supernowa typu Ia odkryta 6 kwietnia 1998 roku w galaktyce UGC 3683. W momencie odkrycia miała maksymalną jasność 15,30m.